# Aeropuerto Regional de Manassas
El Aeropuerto Regional de Manassas (IATA: HEF o MNZ, OACI: KHEF, FAA LID: HEF), también conocido como Harry P. Davis Field, es un aeropuerto, propiedad de la ciudad, localizado a 7 km al suroeste del centro de Manassas, en el condado de Prince William, Virginia, Estados Unidos. Si bien la mayoría del aeropuerto está dentro de la ciudad de Manassas, una pequeña parte del aeropuerto está a las afueras del Condado de Prince William.

## Historia
Se propuso la construcción de un aeropuerto en Manassas en 1930, cuando el alcalde era Harry P. Davis. Se construyó en 1931 en 95 acres junto a la Ruta 234 de Virginia, en la zona ahora conocida como Centro Comercial Manaport. Debido a la actividad del aeropuerto y el crecimiento de edificios en las cercanías, el aeropuerto era ubicado en su localización actual en 1964. El nuevo aeropuerto abrió con una sola pista de aterrizaje pavimentada de dimensiones de 3.700' x 100'. En 1992, la ciudad adquirió la torre de control de un aeropuerto cercano a Denver y reconstruida en el aeropuerto regional de Manassas. Una nueva terminal era construida en 1996.

## Instalaciones y aviones
El aeropuerto regional de Manassas cubre un área de 359 ha con una elevación de 192 pies (59 m) sobre el nivel del mar. También tiene dos pistas de asfalto: 16L/34R de dimensiones 5.700 x 100 pies (1.737 x 30 m) y 16R/34L de dimensiones 3.702 x 100 pies (1.128 x 30 m).
En el periodo anual que finalizó el 14 de agosto de 2006, el aeropuerto atendió 139.625 operaciones, una media de 382 al día: el 98% aviación general, el 1% vuelo ejecutivo y el 1% militares. En ese momento había 401 aviones basados en este aeropuerto: un 72% monomotores, un 18% multimotores, un 6% aviones de reacción y un 4% helicópteros.